# Roswell Hart

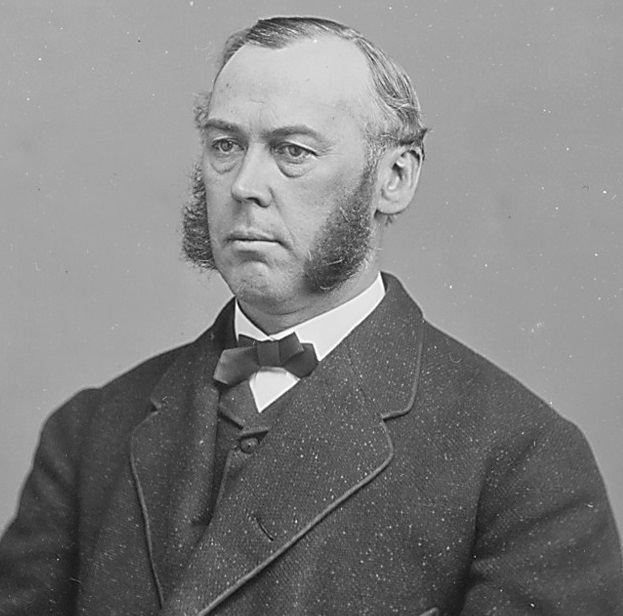
Roswell Hart

Roswell Hart (* 4. August 1824 in Rochester, New York; † 20. April 1883 ebenda) war ein US-amerikanischer Politiker. Zwischen 1865 und 1867 vertrat er den Bundesstaat New York im US-Repräsentantenhaus.

## Werdegang
Roswell Hart schloss seine Vorstudien ab. 1843 graduierte er am Yale College im New Haven (Connecticut). Er studierte Jura. Seine Zulassung als Anwalt erhielt er 1847. Zu jener Zeit tobte der Mexikanisch-Amerikanische Krieg. Hart ging Handelsgeschäften nach. Politisch gehörte er der Republikanischen Partei an.
Bei den Kongresswahlen des Jahres 1864 für den 39. Kongress wurde Hart im 28. Wahlbezirk von New York in das US-Repräsentantenhaus in Washington, D.C. gewählt, wo er am 4. März 1865 die Nachfolge von Freeman Clarke antrat. Er erlitt bei seiner erneuten Kandidatur 1866 eine Niederlage und schied dann nach dem 3. März 1867 aus dem Kongress aus.
Zwischen 1869 und 1876 war er Superintendent des Railway Mail Service für New York und Pennsylvania. Er verstarb am 20. April 1883 in Rochester und wurde dann auf dem Mount Hope Cemetery beigesetzt.